# ماهامایبه
ماهامایبه (به لاتین: Mahamaibe) یک منطقهٔ مسکونی در ماداگاسکار است که در Manakara واقع شده‌است. ماهامایبه ۹٬۰۰۰ نفر جمعیت دارد و ۲۹ متر بالاتر از سطح دریا واقع شده‌است.